# غمار نهر العاصي
غمار نهر العاصي (الاسم العلمي: Gammarus oronticus) هو نوع من المفصليات يتبع جنس الغمار من الفصيلة الغمارية.
سمي هذا النوع نسبةً إلى نهر العاصي.